# 龙怀乡
龙怀乡原名三河乡，是中华人民共和国广西壮族自治区桂林市荔浦市下辖的一个乡镇级行政单位。

## 行政区划
龙怀乡下辖以下地区：
新安社区、三河村、庆云村、东坪村和德庆村。